# Mirosław Krawczyk
Mirosław Krawczyk (ur. 7 grudnia 1953 w Olkuszu) – polski aktor teatralny, telewizyjny i filmowy.

## Życiorys
Po ukończeniu krakowskiej Państwowej Wyższej Szkoły Teatralnej im. Ludwika Solskiego, w 1978 roku zadebiutował na scenie w przedstawieniu Aleksandra Fredry Damy i huzary w reżyserii Jana Machulskiego w Teatrze Śląskim im. Stanisława Wyspiańskiego w Katowicach, gdzie występował do 1986 roku. Następnie związał się na stałe z Teatrem Wybrzeże w Gdańsku (1986–2003 i 2006–).
W 2004 roku występował w Nowym Teatrze w Słupsku w spektaklu Stanisława Ignacego Witkiewicza Szalona Lokomotywa w reżyserii Jana Peszka i Michała Zadary jako Kierownik Pociągu. Występował także w Teatrze Polskiego Radia.
Żonaty z aktorką Marią Mielnikow. Mają syna Mikołaja, również aktora.

## Filmografia

### Filmy kinowe
- 2015: Disco polo jako właściciel dyskoteki
- 2011: Czarny czwartek jako Alojzy Karkoszka
- 2000: 6 dni strusia jako prezes klubu „Azbesty Pomorze”
- 1995: Awantura o Basię jako dziennikarz w porcie
- 1995: Gracze jako porucznik Grodzki
- 1987: Koniec sezonu na lody jako celnik
- 1987: Sławna jak Sarajewo jako Grychtolick
- 1983: Na straży swej stać będę jako Leon Mozer
- 1981: „Anna” i wampir jako Zdzisław Marchwicki
- 1980: Grzeszny żywot Franciszka Buły jako Stanik, kulawy członek zespołu elwrów

### Filmy TV
- 1984: Dom Sary jako Kamil

### Seriale TV
- 2014: Lekarze jako sędzia (odc. 43)
- 2011: Linia życia jako prof. Tadeusz Kamiński
- 2011: Ojciec Mateusz jako Dołęcki, ojciec Zosi (odc. 74)
- 2011: Rezydencja jako adwokat Julii
- 2008: Na kocią łapę jako profesor Zabielanek
- 2007: Sąsiedzi jako Artur, nowy agent Cezarego (odc. 136)
- 2006: Kryminalni jako ojciec Kasi (odc. 58)
- 2006: Pierwsza miłość jako Roman Wąsowski, ojciec Agaty i Kamili; doktor Krawczyk, lekarz chirurg
- 2006: Sąsiedzi jako policjant (odc. 114)
- 2005: Sąsiedzi jako Jerzy Pawłocki, reżyser filmu (odc. 89)
- 2004: Lokatorzy jako Edward Jabłoniec, szef Jacka (odc. 183, 185-186, 206)
- 2004: M jak miłość jako lekarz opiekujący się Madzią (odc. 233)
- 2004–2007: Na Wspólnej jako ojciec Ani (odc. 474, 503-504, 513, 532, 547-551, 555, 560-562, 569, 571, 576, 579, 584-585, 587-588, 594, 605, 607, 781, 783)
- 2003: Lokatorzy jako Edward Jabłoniec, szef Jacka (odc. 135, 151, 160, 166, 169, 178)
- 2002: Lokatorzy jako barman Jurek (odc. 88), Edward Jabłoniec, właściciel restauracji (odc. 111)
- 2002: Sfora jako komendant główny policji (odc. 5)
- 2001: Lokatorzy jako barman Jurek (odc. 61, 65)
- 2001: Złotopolscy jako dr Franciszek Stempel (odc. 318, 349-351, 369)
- 2000: Lokatorzy jako barman Jurek w pubie „Muszelka” (odc. 30)
- 2000: W piątą stronę świata jako oskarżony w procesie marynarzy (odc. 7)
- 2000: Złotopolscy jako doktor Franciszek Stempel, narzeczony Marcysi (odc. 281, 283, 289)
- 1999–2000: Czułość i kłamstwa jako ordynator dr Andrzej Konopko
- 1996: Awantura o Basię jako dziennikarz w porcie (odc. 10-11)
- 1996: Tajemnica Sagali jako uczestnik zjazdu (odc. 12-13)
- 1994–1995: Radio Romans jako docent Krzysztof Zawada, specjalista ds. bezpłodności (odc. 3, 6-10, 12-13, 15-17, 19, 21, 32)
- 1990: W piątą stronę świata jako oskarżony w procesie marynarzy
- 1988: Rodzina Kanderów jako Lolek, kumpel Władka (odc. 12)
- 1986: Blisko, coraz bliżej jako górnik w biedaszybach (odc. 12, 14)
- 1982: Odlot jako Marek, chłopak Hanki
- 1978: Ślad na ziemi jako Olek, członek kierownictwa ZSMP

### Teatr Telewizji
- 1997: Pasja - misterium o Męce, misterium o Zmartwychwstaniu jako Liktor
- 1995: Zbójcy jako Razmann
- 1990: Gody weselne jako Drużba
- 1989: Misterium Wielkanocne jako Archanioł
- 1989: Wallenstein
- 1987: Człowiek śmiechu
- 1987: O cudownym Narodzeniu Pańskim jako Pasterz
- 1987: Remus
- 1987: Zabiję cię Heleno jako Jacek
- 1981: Pustelnia jako 101
- 1981: Noc Świętojańska
- 1981: Urlop zdrowotny jako Tomek
- 1979: Prawo głosu cz. 2 jako młody powstaniec
- 1978: Irkucka historia

Źródło:.

## Odznaczenia
- Brązowy Medal „Zasłużony Kulturze Gloria Artis” (17 listopada 2016)[3]
- Odznaka honorowa „Zasłużony dla Kultury Polskiej” (2009)[1]

## Nagrody
- Nagroda Prezydenta Miasta Gdańska w Dziedzinie Kultury z okazji jubileuszu 40-lecia pracy artystycznej (2020)[4]